# 바카타카 왕조
바카타카(산스크리트어: वाकाटक)는 3세기 중반 데칸에서 시작된 고대 인도 왕조이다. 이들의 국가는 북쪽의 말와와 구자라트의 남쪽 가장자리에서 남쪽의 퉁가바드라강까지, 서쪽의 아라비아해에서 동쪽의 차티스가르 가장자리까지 확장된 것으로 여겨진다. 그들은 데칸에서 사타바하나의 가장 중요한 후계자였으며 북인도의 굽타와 동시대에 있었다.
빈디야샤크티( 250 – 경 270 CE경)가 이 왕조의 개창자로 여겨진다. 영토 확장은 그의 아들 프라바라세나 1세 때부터 시작되었다. 일반적으로 바카타카 왕조는 프라바라세나 1세 이후 4개의 분파로 나뉘었다고 여겨진다. 알려진 분파는 프라바라푸라-난디바르다나 분파와 밧사굴마 분파이다. 굽타 황제 찬드라굽타 2세는 그의 딸을 바카타카 왕가와 결혼시켰고 이들의 지원으로 서기 4세기에 사카 사트라프에서 구자라트를 합병했다. 바카타카 권력은 데칸에서 찰루키아의 권력으로 이어졌다. 바카타카는 예술, 건축 및 문학의 후원자였던 것으로 유명하다. 그들은 공공 사업을 주도했고 그들의 기념물은 눈에 보이는 유산이다. 아잔타 석굴(유네스코 세계문화유산)의 바위를 깎아 만든 불교 비하라와 차티야는 바카타카 황제 하리셰나의 후원 아래 세워졌다.

## 빈디야샤크티
왕조의 창시자는 빈디야샤크티(250-270)였으며 그의 이름은 여신 빈디야바시니에서 파생되었다. 왕조는 거기에서 시작되었을 수 있다. 바카타카의 개창자 빈디야샤크티에 대해서는 알려진 바가 거의 없다. 아잔타의 석굴 XVI 비문에서 그는 바카타카 가족과 드비자의 깃발로 묘사되었다. 이 비문에는 그가 큰 전투를 벌임으로써 그의 힘을 더했고 그는 큰 기병을 가졌다고 명시되어 있다. 그러나 이 비문에서 그의 이름 앞에는 왕의 칭호가 없다. 푸라나는 그가 96년 동안 통치했다고 말한다. 그는 남부 데칸, 마디아프라데시 및 말와에 다양하게 배치되었다. 카시 프라사드 자야스왈은 잔시 지역의 바가트 마을을 바카타카의 고향으로 간주한다. 그러나 바카타카족의 북쪽 고향에 대한 이론을 반박한 후, V.V. 미라시는 바카타카라는 이름에 대한 최초의 언급은 그리하파티(가계) 바카타카와 그의 두 아내의 선물을 기록한 암라바티의 기둥 조각에서 발견된 비문에서 발생한다고 지적한다. 이 그리하파티는 아마도 빈디야샤크티의 조상이었다. 푸라나에서는 빈디야샤크티가 비디샤(오늘날의 마디아프라데시주)의 통치자였던 것으로 보이지만 그것은 올바른 것으로 간주되지 않는다.
미라시 박사에 따르면, 사무드라 굽타의 알라하바드 기둥 비문에서 루드라 데바가 루드라 세나 1세와 동일시되는 것을 거부했다. 그는 또한 바카타카의 동전이 없으며 빈디야 북쪽에는 비문이 없다고 지적했다. 따라서 바카타카의 남쪽 집이 맞다. 그러나 MP 등에서 서문을 사용할 수 있었기 때문에 이러한 장소 중 일부에서 판결을 내린 것은 사실이다.

## 프라바라세나 1세
다음 통치자는 왕국을 강대국으로 유지한 프라바라세나 1세(270-330)였다. 그는 자신의 권리로 황제가 되었으며, 북인도의 상당 부분과 데칸 전체를 포괄하는 왕조의 유일한 황제일 것이다. 그는 북쪽의 나르마다로 팔을 들고 시수카라는 왕이 통치하던 푸리카 왕국을 합병했다. 어쨌든 그는 분명히 북쪽의 분델칸드에서 남쪽의 안드라프라데시까지(미라시 박사는 그가 나르마다 강을 건넜다는 사실을 받아들이지 않았지만) 통치했다. 푸라나는 그에게 60년의 통치기간을 할당한다.
VV 미라시에 따르면 그가 북마하라슈트라, 구자라트 또는 콘칸을 정복했을 가능성은 낮다. 그러나 그가 마하라슈트라의 콜하푸르, 사타라 및 솔라푸르 지역으로 구성된 북쿤탈라의 일부를 정복했을 수는 있다. 동쪽에서 그는 닥쉬나 코살라, 칼링가 및 안드라로 팔을 옮겼을 것이다. 그는 베다 종교의 추종자였으며 아그니쇼토마, 아프토르야마, 우크티야, 쇼다신, 아티라트라, 바자페야, 브리하스파티사바, 사드야스카라 및 4번의 아슈바메다를 포함한 여러 야즈나를 수행했다. 그는 푸라나에 따라 바자페야 희생제 동안 브라만에게 기부했다. 그는 또한 삼라트 외에 다르마마하라자의 칭호를 차지했다. 그는 자신을 하리티푸트라라고 불렀다. 그의 총리 데바는 매우 경건하고 배운 브라만이었다. 푸라나는 프라바라세나에게 네 아들이 있다고 말한다. 그는 그의 아들 가우타미푸트라를 강력한 브라하시바 가문의 바가나가 왕의 딸과 결혼시켰는데, 이는 도움이 되었을 수도 있다. 그러나 가우타미푸트라가 그를 앞섰고 가우타미푸트라의 아들이자 그의 손자인 루드라세나 1세가 왕위를 계승했다. 그의 둘째 아들 사르바세나는 밧사굴마(현재 와심)에 수도를 세웠다. 다른 두 아들이 세운 왕조에 대해서는 알려진 바가 없다.

## 바카타카 왕조의 분파
일반적으로 바카타카 왕가는 프라바라세나 1세 이후 네 분파로 나뉘었다고 여겨진다. 두 분파가 알려져 있고 두 가지가 알려져 있지 않다. 알려진 분파는 프라바라푸라-난디바르다나 분파와 밧사굴마 분파이다.

### 프라바라푸라-난디바르다나 분파

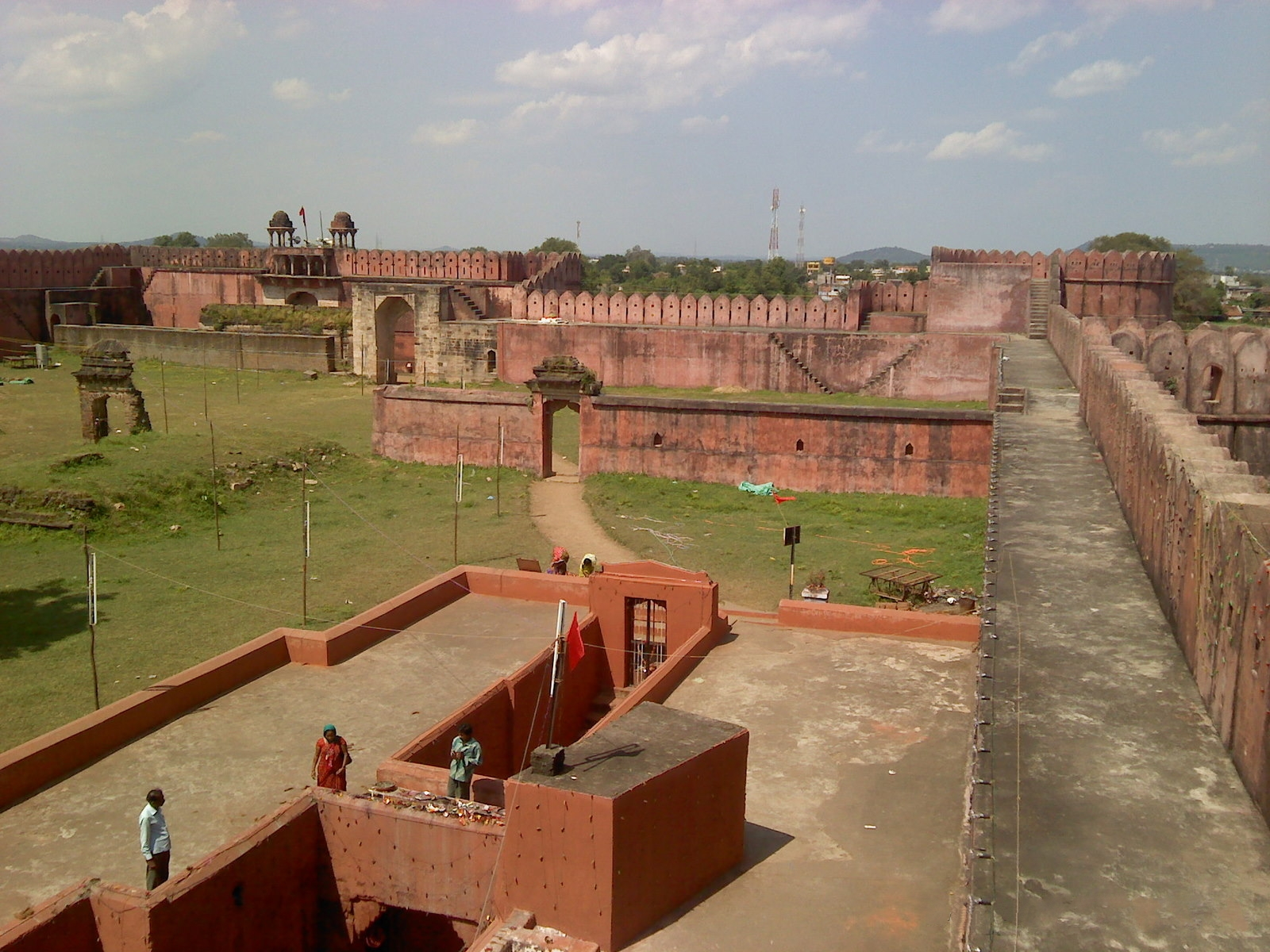
난디바르다나 요새의 유적

프라바라푸라-난디바르다나 분파는 와르다구의 프라바라푸라와 나그푸르구의 만사르 및 난디바르다난과 같은 다양한 유적에서 통치했다. 이 지부는 굽타 황실과 결혼 관계를 유지했다.

#### 루드라세나 1세
나그푸르에서 약 30km 떨어진 람텍 언덕 근처의 난디바르다나에서 통치한 고타미푸트라의 아들 루드라세나 1세에 대해서는 알려진 바가 거의 없다. 알라하바드의 기둥 비문에는 아리아바르타의 다른 통치자들과 함께 묶은 루드라데바에 대한 언급이 있다. A.S. 알테카르와 같은 많은 학자들은 만약 루드라세나 1세가 사무드라굽타에 의해 몰살당했다면 그의 아들 프리티비셰나 1세가 굽타 공주(프라바티굽타)를 며느리로 받아들일 가능성은 극히 낮았기 때문에 루드라데바가 루드라세나 1세라는 것에 동의하지 않았다. 또한 나르마다 북쪽에서 루드라세나 1세의 비문이 발견되지 않았다. 지금까지 발견된 유일한 루드라세나 1세 통치의 돌 비문은 오늘날의 찬드라푸르구의 데오텍에서 발견되었으므로 그는 아리아바르타에 속한 알라하바드 기둥 비문의 루드라데바와 동일시할 수 없다.

#### 프리티비세나 1세
루드라세나 1세는 그의 아들 프리티비세나 1세(355-380)가 계승했고 프리티비세나 1세는 그의 아들 루드라세나 2세가 계승했다.

#### 루드라세나 2세, 디바카라세나 및 프라바라세나 2세

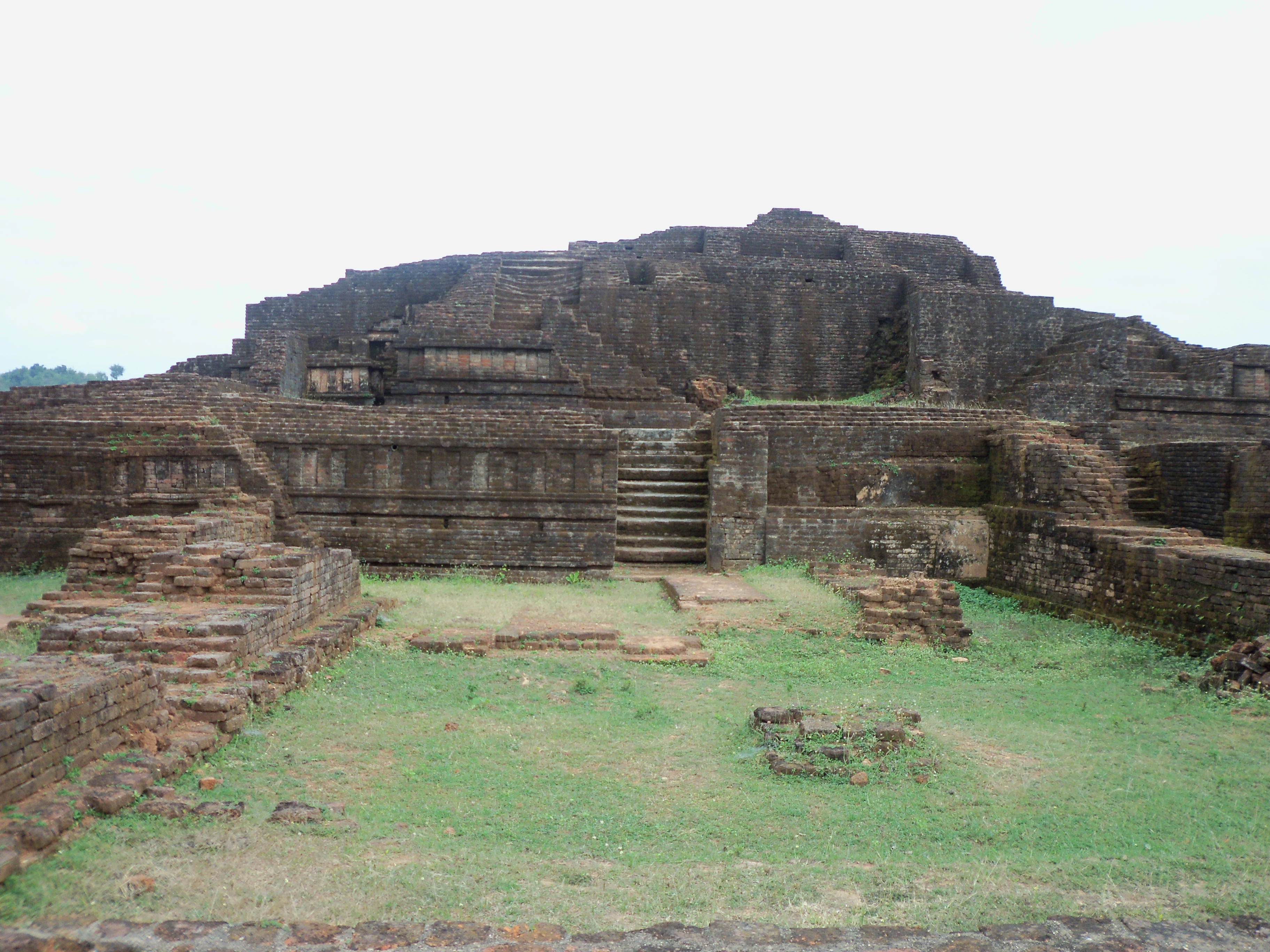
만사르에서 프라바나세나 2세가 지은 프라바레스바라 시바 사원 유적

루드라세나 2세(380–385)는 굽타 황제 찬드라굽타 2세(375–413/15)의 딸인 프라바바티굽타와 결혼했다고 한다. 이것은 이제 람테크의 케발라-나라심하 비문에 의해 확인되며, 프라바바티굽타 왕비의 딸인 (카)문다가 가토트가차굽타 왕자(찬드라굽타 2세의 아들일 가능성이 있음)와 결혼했다고 발표된다.
루드라세나 2세는 기원후 385년에 아주 짧은 재위 끝에 우연히 사망했고, 그 뒤를 이어 프라바바티굽타(385-405)가 그녀의 두 아들인 디바카라세나와 다모다라세나(프라바라세나 2세)를 대신하여 섭정으로 20년 동안 다스렸다. 이 기간 동안 바카타카 영역은 사실상 굽타 제국의 일부였다. 많은 역사가들은 이 시기를 바카타카-굽타 시대라고 부른다. 이것은 30년 이상 전에 널리 받아들여졌으나, 이러한 주장에는 적절한 증거가 없다. 프라바바티 굽타의 비문에는 그녀의 아버지인 "데바 굽타"가 언급되어 있으며 역사가들은 그를 찬드라 굽타 2세와 동일시했다. 그러나 데바 굽타가 실제로 찬드라 굽타 2세임을 증명할 다른 출처는 없다. 프라바라세나 2세는 마하라슈트라 프라크리트어에서 세투반다를 구성했다. 가하 사타시의 몇 구절도 그에게 귀속된다. 그는 수도를 난디바르다나에서 자신이 세운 새로운 도시인 프라바라푸라로 옮겼다. 그는 새로운 수도에 라마를 위한 사원을 세웠다.
지금까지 발견된 바카타카 왕조의 동판 비문 중 가장 많은 수(전체 17개)는 프라바라세나 2세에 해당한다. 그는 아마도 아소카 대제 다음으로 고대 인도의 가장 기록된 통치자일 것이다.

#### 나렌드라세나 및 프리티비세나 2세
프라바라세나 2세는 나렌드라세나(440-460)에 의해 계승되었으며 바카타카 영향력은 일부 중부 인도 국가로 퍼졌다. 혈통의 마지막으로 알려진 왕인 프리티비세나 2세는 서기 460년에 그의 아버지 나렌드라세나를 계승했다. 그는 비슈누쿤디나 국왕 마다바 바르마 2세에 의해 패배했다. 그가 480년에 사망한 후 그의 왕국은 아마도 밧사굴마 분파의 하리세나에 의해 합병되었을 것이다.

### 밧사굴마 분파
밧사굴마 분파는 프라바라세나 1세 사후 그의 둘째 아들 사르바세나에 의해 설립되었다. 사르바세나 왕은 오늘날 마하라슈트라주 와심구의 와심에 있는 밧사굴마를 수도로 삼았다. 이 지부가 다스리는 영토는 사히드리 산맥과 고다바리 강 사이에 있었다. 그들은 아잔타의 불교 석굴 중 일부를 후원했다.

#### 사르바세나
사르바세나(c. 330 - 355)는 다르마마하라자라는 칭호를 사용했다. 그는 크리슈나가 하늘에서 파지라트 나무를 가져온 이야기를 바탕으로 한 프라크리트어 책 하리비자야의 저자로도 알려져 있다. 후대의 작가들이 극찬한 이 작품은 유실되었다. 그는 가하 삿타시의 많은 구절의 저자로도 알려져 있다. 그의 장관의 이름 중 하나는 라비였다. 그는 그의 아들 빈디야세나에 의해 계승되었다.

#### 빈디야세나
빈디야세나(c. 355 - 400)는 빈디야샤크티 2세로도 알려져 있다. 그는 재위 37년에 난디카타(현재 난데드)의 북부 마르가(세분)에 위치한 마을의 허가를 기록한 와심 판에서 알려져 있다. 보조금의 계보 부분은 산스크리트어로, 공식 부분은 프라크리트어로 작성되었다. 이것은 바카타카 통치자가 처음으로 알려진 토지 부여이다. 그는 또한 다르마마하라자라는 칭호를 취했다. 빈디야세나는 그의 남쪽 이웃인 쿤탈라의 통치자를 물리쳤다. 그의 장관의 이름 중 하나는 프라바라였다. 그는 그의 아들 프라바라세나 2세에 의해 계승되었다.

#### 프라바라세나 2세
프라바라세나 2세(c. 400 - 415)는 아잔타의 XVI 석굴 비문을 제외하고는 거의 알려지지 않은 다음 통치자였다. 그는 아주 짧은 통치 후에 죽었고 그의 아버지가 죽었을 때 겨우 8살이었던 그의 어린 아들이 계승했다. 이 통치자의 이름은 Cave XVI 비문에서 사라졌다.

#### 데바세나
이 알려지지 않은 통치자는 그의 아들 데바세나(C. 450 - 475)가 계승했다. 그의 행정부는 실제로 그의 장관 하스티보자에 의해 운영되었다. 그의 치세 동안, 그의 하인 중 한 명인 스바미나데바는 458-59년에 와심 근처에서 수다르샤나라는 이름의 탱크를 만들었다.

#### 하리셰나
하리셰나(c. 475 - 500)는 그의 아버지 데바세나를 계승했다. 그는 불교 건축, 예술 및 문화의 위대한 후원자였다. 세계 유산 기념물 아잔타 석굴은 그의 작품의 살아남은 예이다. 아잔타의 암석 절단 건축 셀-XVI 비문은 그가 북쪽의 아반티(말와), 동쪽의 코살라(차티스가르), 칼링가 및 안드라, 서쪽의 라타(구자라트 중부 및 남부) 및 트리쿠타(나시크구), 남쪽의 쿤탈라(남마하라슈트라)를 정복했다고 말한다. 하리셰나의 장관이자 하스티보자의 아들인 바라하데바는 Ajanta의 XVI 석굴에서 바위를 깎아 비하라를 만들었다. 아잔타에 있는 3개의 불교 석굴, 2개의 비하라들 - 석굴 XVI 및 XVII 및 차티야 - 석굴 XIX는 하리셰나 치세 동안 만들어졌고 그림과 조각으로 장식되었다. 미술사학자 월터 M. 스핑크에 따르면, 9, 10, 12, 13, 15A 석굴을 제외한 아잔타의 모든 바위로 깎은 기념물들은 하리세나의 통치 기간 동안 지어졌다고 하지만 그의 견해는 보편적으로 받아들여지지 않았다.
하리셰나는 이름이 알려지지 않은 두 명의 통치자가 계승했다. 왕조의 끝은 알려지지 않았다. 그들은 아마도 마히스마티의 칼라추리에 의해 패배했을 것이다.

### 멸망의 다샤쿠마라챠리타 버전

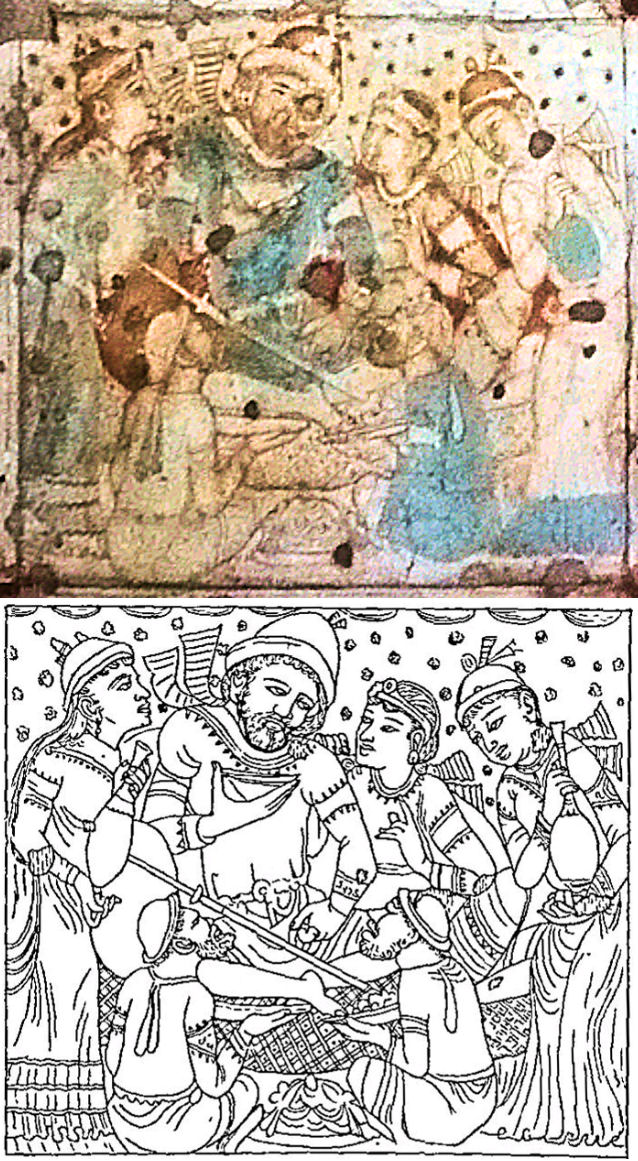
페르시아의 고위 인사들은 아잔타 동굴의 1번 동굴 천장에서 포도주를 마시며, 풀라케신 2세 (610-642년)에 주재하는 사산 왕조의 대사를 묘사하거나, 460-480년의 연대가 유지된다면 단순히 바카타카 왕조 시대의 풍속 장면을 묘사한다(사진과 그림).

아마도 바카타카 왕조가 멸망한 지 약 125년 후에 쓰여진 단딘의 다샤쿠마라차리타에 따르면, 하리셰나의 아들은 총명하고 모든 예술 분야에서 성취되었지만 단단티(정치학) 연구를 소홀히 하고 자신을 바쳤다. 쾌락을 향유하고 온갖 악행에 탐닉했다. 그의 신하들도 그를 따랐고 사악하고 방탕한 삶을 살았다. 이것이 적절한 기회라고 생각한 이웃 아슈마카의 통치자는 대신의 아들을 바카타카의 궁정으로 보냈다. 후자는 왕에게 환심을 사며 그의 황량한 삶에 부추겼다. 그는 또한 다양한 방법으로 그의 군대를 죽였다. 궁극적으로 국가가 완전히 혼란에 빠졌을 때 아슈마카의 통치자는 바나바시(북칸나라)의 카담바 통치자를 선동하여 바카타카 영토를 침공했다. 왕은 그의 모든 봉신을 소집하고 바라다 강둑에서 적과 싸우기로 결정했다. 그는 적군과 싸우다가 후방에서 일부 봉건 세력의 배반으로 인해 전사했다. 바카타카 왕조는 그의 죽음으로 끝났다. 역사가 D. C. 시르카르에 따르면, 이 사실은 카담바 왕의 종주권이 북쪽의 나르마다 강까지 남인도 전체에 걸쳐 있으며, 탈라카드(당시 서부 강가의 수도) 근처의 카베리 강에 이르렀다고 기록한 519년의 카담바 왕 라비바르의 기록의 세 개의 동판에 의해서도 확증한다. 그는 남쪽으로 가서, 이 땅의 백성들이 그의 보호를 구하였다. 이것은 카담바가 바카타카 왕국 전체를 정복하고 라비바르마의 통치(CE 485-519) 동안 아마도 서기 500년 이후 언젠가는 그들의 영토에 합병했음을 의미한다.

## 주화
바카타카가 사타바하나를 대체했지만 동전 주조 전통을 계속하지 않은 것 같다. 현재까지 바카타카 동전은 확인된 적이 없다.

## 같이 보기
- 사타바하나

## 참고 문헌
- Altekar, Anant Sadashiv; Majumdar, Ramesh Chandra, 편집. (1986) [1967]. 《Vākātaka-Gupta age : circa 200-550 A.D.》 1판. Delhi: Motilal Banarsidass. ISBN 81-208-0026-5.